# Jazz Samba
Jazz Samba — альбом саксофоніста Стена Гетца та гітариста Чарлі Берда, що вийшов на студії звукозапису Verve Records 1962 року. Альбом започаткував поширення босанови у Сполучених Штатах і її подальшу світову популярність.
Чарлі Берд аранжував низку композицій, вперше почутих під час туру його тріо Бразилією 1961 року і запросив відомого соліста, Стена Гетца, виконати сольні партії. До складу виконавців також увійшли два басисти: Кітер Беттс і Джо (Джин) Берд, брат Чарлі, та два барабанщики: Бадді Деппеншмідт і Білл Райхенбах. Беттс і Деппеншмідт були постійними членами тріо Чарлі Берда і доклали багато зусиль, аби переконати Чарлі у доцільності і важливості цього музичного проєкту.
Оформлення альбому виконано пуерториканською художницею Ольгою Альбіцу в стилі абстрактного експресіонізма.
Альбом був записаний в приміщенні унітарної Церкви Всіх душ у Вашингтоні, округ Колумбія, 13 лютого 1962 року і 20 квітня того ж року відбувся його реліз. З першого дня Jazz Samba мав значний успіх, тримався у чартах протягом 70 тижнів, за 18 місяців було продано півмільйона його копій. Він дотепер залишається єдиним джазовим альбомом, що посів перше місце в чарті Billboard.
Роберт Дімері включив Jazz Samba у свої «1001 альбом, які ви повинні почути перш, ніж помрете» (англ. «1001 Albums You Must Hear Before You Die»).

## Історія створення
1961 року тріо гітариста Чарлі Берда, до якого належали контрабасист Кітер Беттс та барабанщик Бадді Деппеншмідт, за ініціативи Держдепартаменту США в рамках культурного обміну здійснило гастрольний тур в Бразилії та 17 інших країнах Південної та Центральної Америки. Під час подорожі музиканти познайомилися і зацікавилися босановою — новим захопленням бразильців. Особливу увагу американських музикантів привернули твори Жобіма і Жілберту, Деппеншмідт і Беттс навіть купили в Сальвадорі (штат Баїя) дві платівки у виконанні Жілберту. Після повернення гурту додому нові бразильські знайомі писали Деппеншмідту листи і слали нові записи. Чарлі Берд не виявляв ентузіазму щодо створення альбому на бразильському матеріалі. За різними версіями учасників подій, в доцільності запису його переконали Деппеншмідт і Кітер Беттс або дружина Джинні, на це знадобилось півроку. Так чи інакше, Берд врешті звернувся з ідеєю створення альбому з використанням бразильських композицій до студії Riverside Records, з якою тоді співпрацював, і отримав відмову. Тоді він запросив долучитися до проєкту Стена Гетца, на той час постійного виконавця студії Verve, і разом вони отримали згоду продюсера Кріда Тейлора. Саме Тейлор дав назву альбому.
Сім треків альбому були записані 13 лютого 1962 року у Пірс-Холі, Унітарній Церкві Всіх душ, Вашингтон, усього за чотири години, без жодної репетиції, з лише приблизним планом чергування соло та музичних інтродукцій.
Гетц і Тейлор негайно сіли у літак і увечері повернулися назад, до Нью-йорка, навіть гадки не маючи, що вони щойно записали один з найвпливовіших джазових альбомів всіх часів. «Ми не знали, що цей альбом виявиться таким історично значущим», — згодом скаже Деппеншмідт.

## Музика
Альбом складається з семи композицій: двох інструментальних інтерпретацій пісень Антоніу Карлуса Жобіна (одна з яких створена у співавторстві з Ньютоном Мендосою), однієї композиції Чарлі Берда («Samba Dees Days»), чотири інші належать бразильським композиторам.
Найвизначною мелодією Jazz Samba мала стати «Desafinado», але весь альбом, писав британський оглядач Джон Фродман, «світився незабутнім матеріалом, включно з «Samba de Uma Nota Só» Жобіма і Мендонси, мерехтливою «Baia» і сумною «Samba Triste».
Чарлі Берд був досідченим класичним гітаристом і на той час був єдиним з американських джазових гітаристів, спроможних до аутентичного відтворення бразильської техніки гри.
Jazz Samba підкорила Сполучені Штати своєю свіжою вишуканістю, затьмаривши популярністю академічну і поп-музику. Після величезного успіху Jazz Samba багато джазових і естрадних виконавців прагнули дослідити і використати нове звучання. Серед тих, хто записав бсанова-пісні або навіть натхненні босановою альбоми на початку 1960-х років, були Кеннонбол Еддерлі, Квінсі Джонс, Коулмен Гокінс, Діззі Гіллеспі, Гербі Манн, Елла Фіцджеральд, Герб Алперт, Тоні Беннетт, Нет Кінг Коул і Майлз Девіс. Навіть Елвіс Преслі навіть співав «Bossa Nova Baby», а Ейді Горме — «Blame it on the Bossa Nova».
В есе, присвяченому 50-й річниці альбому, Кріс МакГован зауважив, що насправді Jazz Samba не є босановою, це визнавали і Берд, і Деппеншмідт. Це, фактично, «джаз боса», інтерпретація босанови гуртом джазових музикантів. І це працює, особливо завдяки чудовому виконанню «Desafinado». В підсумку альбом Jazz Samba допоміг затвердити босанову як глобальний жанр, що став подарунком для шанувальників музики в усьому світі. Пісні з альбому (особливо ті, що належать Жобіму) зараз є частиною як джазового, так і поп-канону.

## Навколо альбому
Успіх Jazz Samba викликав суттєві тертя між двома лідерами альбому. Роздратований звичайною компенсацією за запис, що став видатним хітом з гігантськими продажами, Чарлі Берд звернувся у вересні 1964 року до суду з позовом проти студії Verve. Йому знадобилося майже три роки, аби домогтися виплати 50 000 доларів та прав на майбутні роялті за альбом. Берд також публічно висловлював незадоволення Гетцем і його непропорційною грошовою винагородою. «Все, що [Гетцу] потрібно було зробити, — це вийти і грати», — скаржився він у інтерв'ю 1963 року з Леонардом Пером у часописі Down Beat. Дональд Л. Маггін, автор біографії «Stan Getz: A Life in Jazz» (Morrow, 1996), пише, що Гетц домігся від керівництва Verve окремої статті до контракту, яка захищала його проти можливих позовів Чарлі.
Приблизно 2001 року барабанщик Бадді Деппеншмідт подав позов проти Verve та її материнської компанії, Universal Music Group, щодо виплати колишніх і майбутніх роялті на Jazz Samba, котрий продовжує успішно продаватися і має принаймні три десятки антологізацій. За свою участь у записі Деппеншмідт свого часу отримав 150 доларів. Імена Гетца і Берда з'явились на обкладинці, вони отримали левову частку визнання, а барабанщики або не згадані істориками джазу взагалі, або згадані побіжно. У відкритому прес-релізі, надісланому широкому колу джазових ЗМІ, Деппеншмідт наполягав, що створення альбому Jazz Samba було його ідеєю і взагалі не відбулося б без спільних зусиль його і Кітера Беттса. Сам Беттс відмовився приєднатися до позову, але його версія подій багато в чому збігається з викладеною Деппеншмідтом.

## Список композицій
| Трек | Назва                  | Автори                                | Тривалість |
| ---- | ---------------------- | ------------------------------------- | ---------- |
| A1   | «Desafinado»           | Антоніу Карлус Жобін                  | 5:47       |
| A2   | «Samba Dees Days»      | Чарлі Берд                            | 3:30       |
| A3   | «O Pato»               | Джеймі Сілва, Neuza Teixeira          | 2:35       |
| A4   | «Samba Triste»         | Баден Павелл, Біллі Бьянку            | 4:45       |
| B1   | «Samba de Uma Nota Só» | Антоніу Карлус Жобін, Ньютон Мендонса | 6:07       |
| B2   | «E Luxo So»            | Арі Баррозу, Луїс Пеїксоту            | 3:40       |
| B3   | «Baia»                 | Арі Баррозу                           | 6:35       |

## Виконавці
- Стен Гетц — тенор-саксофон
- Чарлі Берд — гітара
- Кітер Беттс — контрабас
- Джин Берд — контрабас, гітара
- Білл Райхенбах, Бадді Деппеншмідт — барабани